# أحمد محمد المرزوق
أحمد محمد المرزوق، رئيس سابق لديوان المحاسبة الكويتي في الفترة (1965 - 1974).

## نبذة شخصية
ولد أحمد محمد مرزوق المرزوق في الكويت ،  وقد كان ثاني رئيس لديوان المحاسبة الكويتي حيث ترأسه خلال الفترة من 29 مارس 1965 ونظراً لظروفه الصحية فقد تقدم باستقالته في 30 يناير 1974 وكان يتصف بالصدق والنزاهة في المعاملة، والشدة في تطبيق اللوائح والنظم، وقوة الشخصية.